# NGC 3245
NGC 3245 is een lensvormig sterrenstelsel in het sterrenbeeld Kleine Leeuw. Het hemelobject werd op 11 april 1785 ontdekt door de Duits-Britse astronoom William Herschel.

## Synoniemen
- UGC 5663
- 5-25-13 MCG
- ZWG 154,17
- IRAS10245 2845
- PGC 30744